# Michaela Balatková
Michaela Balatková (ur. 24 kwietnia 1985  w Jabloncu nad Nysą) – czeska biathlonistka, złota i srebrna medalistka Mistrzostw Świata Juniorów w 2004 oraz brązowa medalistka Mistrzostw Europy Juniorów w 2004.

## Osiągnięcia

### Mistrzostwa Świata Juniorów
| Rok  | Miejsce         | IN | SP | PU | MS | RL |
| 2004 | Haute Maurienne | 21 | 1  | 2  |    | 4  |
| 2005 | Kontiolahti     | 27 | 23 | 25 |    | 15 |
| 2006 | Presque Isle    | 32 | 26 | 28 |    | 8  |

### Mistrzostwa Europy Juniorów
| Rok  | Miejsce           | IN | SP | PU | MS | RL |
| 2004 | Mińsk             | 22 | 10 | 13 |    | 3  |
| 2006 | Langdorf-Arbersee | 14 | 22 | 24 |    | 7  |

IN – bieg indywidualny, SP – sprint, PU – bieg pościgowy, MS – bieg ze startu wspólnego, RL – sztafeta